# Ectinohoplia sinuaticollis
Ectinohoplia sinuaticollis är en skalbaggsart som beskrevs av Moser 1912. Ectinohoplia sinuaticollis ingår i släktet Ectinohoplia och familjen Melolonthidae. Inga underarter finns listade i Catalogue of Life.